# علم بلا وطن
علم بلا وطن (بالإنجليزية: A Flag Without a Country) هو فيلم وثائقي صدر عام 2015 من إخراج باهمان غوبادي. يشارك في بطولة الفيلم كل من هيلي لوف وناريمان أنور.  يتناول الفيلم الشعب الكردي والحرب في الشرق الأوسط، ويُظهر أنه على الرغم من أن عدد الأكراد يبلغ 45 مليون نسمة، إلا أنهم لا يزالون لا يملكون دولة.
الفيلم إنتاج مشترك لمحافظة أربيل وتم عرضه في 4 أغسطس 2016 في أربيل.